# 冬瓜铺站
冬瓜铺站是一个京广线上的铁路车站，位于广东省英德市沙口镇冬瓜铺村，建于1913年，目前为四等站，邮政编码为513051。现已不办理客运业务；货运仅办理专用线、专用铁道整车货物发到。车站设有通往广东新南华水泥、粤通铁路物流、英德市硫铁矿化工厂、国能清远发电的专用线。